# Inglesham
Inglesham – wieś w Anglii, w hrabstwie ceremonialnym Wiltshire, w dystrykcie (unitary authority) Swindon. Leży 66 km na północ od miasta Salisbury i 111 km na zachód od Londynu. W 2001 miejscowość liczyła 107 mieszkańców.